# 後黃散紋夜蛾
後黃散紋夜蛾（学名：Callopistria thalpophiloides）为夜蛾科散紋夜蛾屬下的一个种。